# ブリヂストン・HELMZ

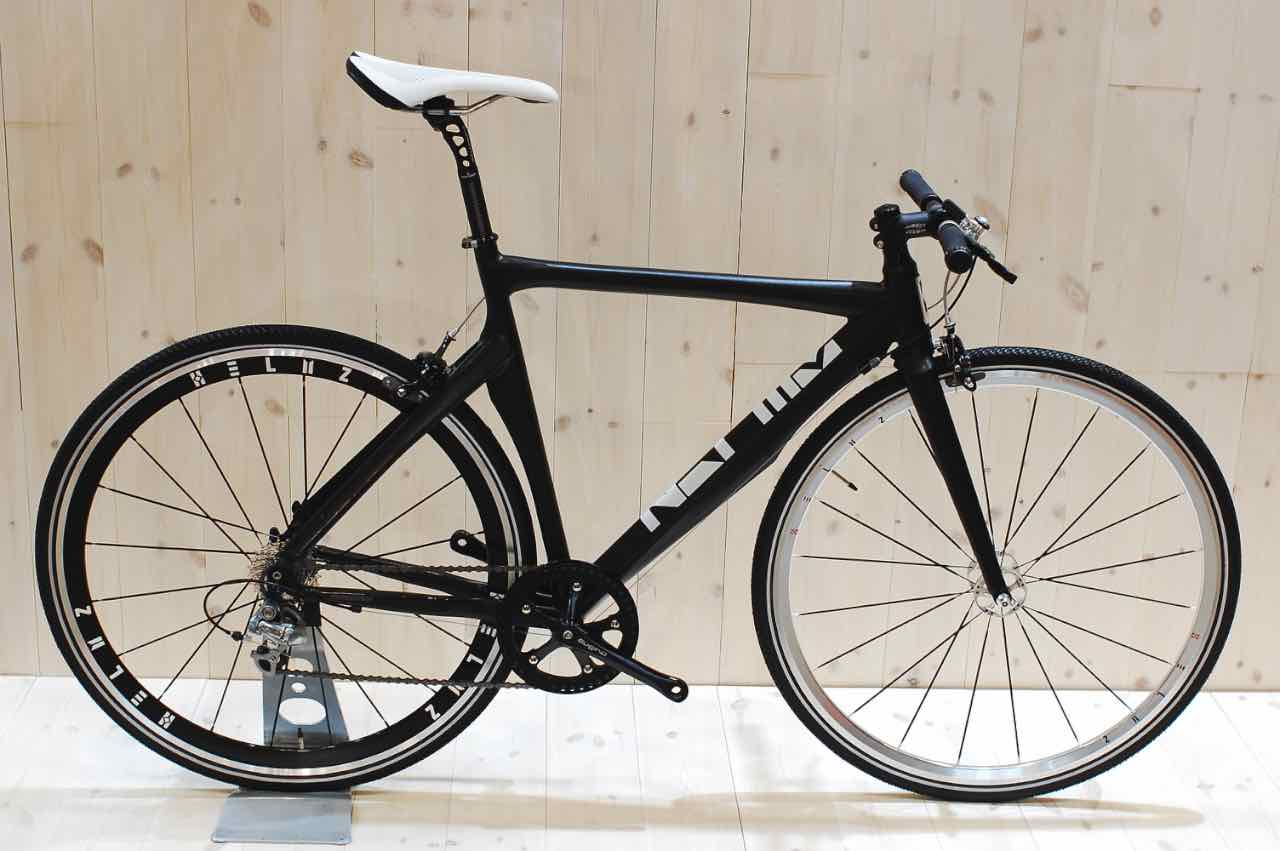
2009年11月、HELMZ発表時、H1写真

HELMZ（ヘルムズ）は、ブリヂストンサイクルによるスポーツサイクル。ファッションブランドnarifuriと共同開発された「日本発のストリートバイシクル」である。生産終了品。

## 概要
ブリヂストンサイクル創立60周年記念モデル自転車として、『身だしなみの一部となる自転車』をコンセプトに開発。narifuriがフレームデザイン、コンセプト設立を担当。「デザイン重視で創り上げていくアプローチ」で作られ、2009年に発表、2010年より販売される。
「『街乗り』の在り方に新基軸を打ち出すべく、(narifuriと）新たなブランドの共同開発」を行い、「ストリート(街)から生まれた『スピードクルーザー』という新たなジャンル」を提唱するとした。
HELMZという名称は、英語の”helm”＝「舵を取る」「導く」から取られている。
NITTO、三ヶ島ペダル、スギノといった日本のサイクルパーツブランドに独自デザイン、規格のパーツを特注。シマノ以外での日本発パーツでのパーツセレクトにこだわった。
またこれらパーツをHELMZオリジナルパーツとしてアフターマーケット製品としても販売。その販売に際する梱包パッケージ、POPなどを含む販売企画全体のコンセプトが、2012年度 第42回 JPM Creative Design Show 経済産業大臣賞、JPMプランニング賞を受賞した。

## 技術的な特徴

### フレーム
トップチューブが前下がりの、narifuriによる「逆スローピング」デザインを元にする。フレームスケルトンの専用設計、7005アルミパイプを高圧空気で膨らませて造形するSPF（＝Super Plastic Forming）を使用し、成型した。ブリヂストンサイクルでは通常、この製法は走行性能追求のために使われるが、HELMZではデザインの実現のために使われた。

### ホイール
質感とリムの高さを前後輪で変えたデザイン。前輪はシルバーのリム高25mm、後輪にブラックでリム高38mmを採用し、HELMZのロゴが入る。後に高性能ホイールを搭載したモデルも発売。

### サムシフター
変速機付きモデルには、近代スポーツ自転車の主流であるプッシュレバー式機械式変速ではなく、親指で操作するシンプルな構造のサムシフターを採用。

### オリジナルパーツ販売
HELMZ専用デザイン、規格パーツ群をアフターマーケット製品として、2012年より単体販売する。

### ベルトドライブ
2013年、ベルトドライブ採用モデルSR1、S10を発売。『SSSD』(Selectable SS Solld Drive)として、1980年代からブリヂストンサイクルが製品化してきたベルトドライブのシステムを、芯材にカーボンベルトを使用しアップデート。軽量性と軽微な伸縮性による『しなやかさ』を確保した。

#### ベルトドライブの利点
1. メンテナンスの必要性がない
2. 注油の必要がないため汚れない
3. 高い耐摩耗性能、チェーンと比べ3～4倍の使用耐久性[9]
4. 金属的な摩擦音がなく静か
5. チェーンより軽量[10]

#### スライド式ストレートドロップエンド採用
エンド部が前後にスライドする機構。ギアの大きさに合わせスライドさせることでベルトの張りを調整する。そのためベルトの張りを保つテンショナーが必要ない。またギアプーリーも独自に3つのギア比にて用意、ギア比を交換可能とした。
エンドの独自形状により、通常のスポーツバイクに採用されるクイックリリースを後輪に使用可能。またギアプーリーは現在のスプロケットカセット規格に合わせており、スポーツ車用高性能ホイールのベルトドライブ化、装着が可能である。
発表後ブリヂストンサイクルに、SSSDモデルHELMZに関する問い合わせが相次いだ。

## 販売されてきたモデル
フレーム形状、コンセプトなどは、発表以来サイズの新設定を除き変更されていない。
| モデル名 | モデルイヤー | 構成                                                                                       |
| -------- | ------------ | ------------------------------------------------------------------------------------------ |
| H1       | 2010 - 2011  | 9段変速 フラットバーハンドル                                                               |
| H1X      | 2011 - 2013  | 10段変速、ブルホーンハンドル、オリジナルデザインパーツ、シクロクロス用高性能ホイール       |
| H10      | 2011 -       | 9段変速、フラットハンドル、510mmサイズ追加                                                 |
| H65      | 2012 -       | 9段変速、 650B サイズホイール、フラットハンドル、480mmサイズ（コンパクトモデル）           |
| SR1      | 2013 -       | SSSD（シングルスピード ソリッドドライブ）、 シクロクロス用高性能ホイール、ドロップハンドル |
| S10      | 2013 -       | SSSD（ シングルスピード ソリッドドライブ）、ライザーハンドル                               |
| H2X      | 2014 -       | 10段変速、ブルホーンハンドル、オリジナルデザインパーツ、シクロクロス用高性能ホイール       |

## 略歴
- 2008  ブリヂストンサイクル担当者がnarifuriに打診[12][13]

- 2009  HELMZ 発表[14]

- 2010  H1 4月発売[15]

- 2011  H1X、H10 追加[16]

- 2012  H65 追加[17]

- 2012  HELMZ オリジナルパーツ販売開始[7]

- 2013  SSSDモデル SR1 、S10　発売[18]

- 2013  フレーム単体販売のカラーオーダーが可能に[19]

- 2014  "カラーオーダーシステム" が可能に[20]（H2X、SR1、H10、S10）

- 2015　"HELMZ STAR WARS COLLECTION"  2モデル 販売[21][22]
- 2020　9月1日、生産終了を発表。在庫限りの販売とし、同年12月をもって販売終了予定[2]

## コラボレーション
HELMZの発売5周年を記念し、スター・ウォーズとコラボレーションしたモデル、2カラーを発売。ブラックカラーをベースとした帝国軍モデル、シルバー基調の反乱軍モデルである。これら塗装はブリヂストン上尾本社工場にて、10回を超える塗装・焼付けプロセスで行った。各部位にスターウォーズに関するロゴなどが添付された。

## 受賞歴など
- 2013  JPM クリエイティブ デザイン ショー 経済産業大臣賞受賞[24]

- 2014 SR1、2014年度グッドデザイン賞受賞[25]

- 2016 SR1、 シンガポール "JAPANESE DESIGN TODAY 100"に選出[26]